# Peromyscus melanocarpus
Peromyscus melanocarpus és una espècie de mamífer rosegador de la família dels cricètids. És endèmic del nord-centre d'Oaxaca (Mèxic), on viu a altituds d'entre 1.500 i 2.500 msnm. Els seus hàbitats naturals són els boscos montans i les selves nebuloses perennifòlies de regions plujoses. Està amenaçat per la desforestació. El seu nom específic, melanocarpus, significa ‘llavor negra’ en llatí.